# Monthey (stacja kolejowa)
Monthey (fra: Gare de Monthey) – stacja kolejowa w Monthey, w kantonie Valais, w Szwajcarii. Znajduje się na linii łączącej Saint-Gingolph z Saint-Maurice.

## Historia
Stację otwarto w 1859 roku na linii kolejowej Le Bouveret - St-Maurice, stacja znajdowała się ponad 1,5 km od centrum miasta Monthey jako własność Compagnie de la Ligne d'Italie. Problemy finansowe spółki doprowadziły, że firma zaniedbywała budowę poszczególnych stacji  w Valais, w tym także w Monthey.  
Dopiero w roku 1908, 1 lutego, połączenie kolejowe między dworcem kolejowym i stacją Aigle - Ollon - Monthey - Champéry (AOMC) zostało otwarte. Ta linia o długości 2 km została zamknięta 11 lipca 1976 i zastąpiony przez autobus. 
W 2011 roku SBB ukończyło renowację budynku dworca.

## Linie kolejowe
- St-Gingolph – Bouveret – Monthey – St-Maurice